# دیپلماسی عمومی
دیپلماسی عمومی (انگلیسی: Public diplomacy) به برنامه‌های تحت حمایت دولت اشاره دارد که هدف از آن‌ها اطلاع‌رسانی یا تحت تأثیر قرار دادن افکار عمومی در دیگر کشورها است. ابزار اصلی آن نیز انتشار متن، تصاویر، دادوستد فرهنگی، رسانه‌های جمعی، شبکه‌های اجتماعی مجازی و اینترنت است.
در ابتدای امر اصطلاح دیپلماسی عمومی با هدف ارتباط حکومت آمریکا با شهروندان سایر کشورها بکار برده شد؛ اما بعدها به روابط مشابه سایر دولت‌ها با شهروندان تابعه‌شان و یا با شهروندان سایر کشورها تعمیم داده شد. 
دیپلماسی عمومی شامل برنامه‌های فرهنگی و آموزشی و تبادل فرهنگی شهروندان سایر کشورها و در چارچوب حمایت‌های دولتی و حاکمیتی می‌باشد. دیپلماسی عمومی می‌تواند از طریق کانال‌های رسمی حاکمیتی یا مردمی و خصوصی و توسط مؤسسات و سازمان‌های مردم‌نهاد یا افراد صورت بگیرد.
تأثیرگذاری و شکل‌دهی افکار عمومی به‌وسیله یک دولت در کشورهای دیگر؛ تعامل گروه‌های خصوصی و منفعتی یک کشور با نظایرشان در کشورهای دیگر؛ گزارش مسائل خارجی و تأثیر آن بر سیاست خارجی، ارتباط بین فرهنگی، از جمله ابعاد دیپلماسی عمومی است. بر مبنای این دیدگاه در این حالت، محوریت با جریان فراملی اطلاعات و عقاید است. دیپلماسی عمومی در سیاست خارجی هر کشور به دو صورت محقق می‌شود: مدیریت سازمان‌های دیپلماتیک رسمی؛ و به صورت خودجوش و در راستای سیاست‌های کلان کشور.